# Jupiter et Io
Jupiter et Io – ou Io et Jupiter – est un tableau du peintre italien Le Corrège réalisé vers 1530. Cette huile sur toile représente Jupiter métamorphosé en nuage sombre embrassant la nymphe Io. Partie d'une série consacrée aux amours jupitériennes peinte pour Frédéric II de Mantoue, l'œuvre a ensuite été offerte à Charles Quint. Elle est aujourd'hui conservée au musée d'Histoire de l'art de Vienne, à Vienne, en Autriche.

## Postérité
Le tableau fait partie du musée imaginaire de l'historien français Paul Veyne, qui le décrit dans son ouvrage justement intitulé Mon musée imaginaire.
Dans la première édition de ses Vies, Giorgio Vasari, biographe de l'art de la fin de la Renaissance, ne mentionne que deux des tableaux, Léda et le Cygne (aujourd'hui à la Gemäldegalerie de Berlin) et une Vénus (probablement la Danaé actuellement à la Galerie Borghèse de Rome), bien qu'il ne les connaisse que par les descriptions fournies par Giulio Romano. Vasari mentionne que le commanditaire, le duc Federico Gonzaga II de Mantoue, voulait faire don des œuvres à l'empereur et roi d'Espagne Charles Quint : le fait que les deux autres œuvres, Ganymède enlevé par l'aigle et Jupiter et Io, se trouvaient en Espagne au cours du XVIe siècle implique qu'elles faisaient partie de la même série. L'historien d'art britannique Cecil Gould a suggéré que Federico avait commandé l'Io et le Ganymède pour lui-même, et qu'ils n'ont été cédés à Charles Quint qu'après la mort du duc en 1540, peut-être à l'occasion du mariage du fils du roi, Philippe ; d'autres ont émis l'hypothèse que Federico les avait commandés pour la salle Ovide de son Palazzo Te. 
La toile se trouvait à Vienne dès les années 1610, date à laquelle elle est mentionnée dans les collections impériales des Habsbourg avec Ganymède. 